# Saint-Christophe-Dodinicourt
Saint-Christophe-Dodinicourt è un comune francese di 37 abitanti situato nel dipartimento dell'Aube nella regione del Grand Est.

## Società

### Evoluzione demografica
Abitanti censiti